# Şalom
Şalom (de l'hébreu Shalom, ce qui signifie à la fois Bonjour et Paix) est un hebdomadaire juif de Turquie, publié en langue turque avec une page en judéo-espagnol (parfois appelé aussi ladino) depuis le 29 octobre 1947 à Istanbul. Son fondateur a été le journaliste Avram Leyon qui avait travaillé au quotidien "Cumhuriyet". Son directeur est İvo Molinas.
Son rédacteur en chef est Yakup Barokas. L'hebdomadaire est tiré à 5 000 exemplaires (à la première moitié de l'année 2005) et paraît les mercredis.
Après mars 2005 on lui a attaché un supplément écrit tout entier en judéo-espagnol, "El Almaneser" ("L'Aurore"). C'est le dernier journal juif en Turquie et le seul journal au monde publié en judéo-espagnol.

## Autres titres de la presse judéo-espagnole
- Aki Yerushalayim, revue culturelle intégralement rédigée en judéo-espagnol.
- La Luz de Israel, périodique judéo-espagnol d'Israël.